# Ludwig Noé
Ludwig Noé (ur. 3 października 1871 w Zweibrücken, Palatynat, zm. 19 kwietnia 1949 w Zug) – niemiecki przemysłowiec i nauczyciel akademicki, fiński urzędnik konsularny.
Uczęszczał do Szkoły Średniej (Oberrealschule) w Zweibrücken i studiował w Technicznej Szkole Wyższej (Technischen Hochschule) w Karlsruhe. Był zatrudniony w Dinglerschen Maschinenfabrik w Zweibrücken w firmie której właścicielem był Rudolf Diesel w Dieselmotorenfabrik Augsburg (1898-), w Hanomag Hannoversche Lokomotivfabrik w Hanowerze (1901-) w Friedr. Krupp Germaniawerft w Kilonii (1905). Od 1910 był dyrektorem w Ascherslebener Maschinenfabrik w Aschersleben, w 1919 dyr. gen. w Danziger Werft und Eisenbahnwerkstätten A.G., od 1932 używającej też nazwy The International Shipbuilding and Engineering Company Limited. Wykładał w Technische Hochschule w Gdańsku. Pełnił też funkcję konsula, od 1928 konsula generalnego Finlandii w Gdańsku (1926-1939).
Brat Hermann Noë był dyrektorem zakładów F. Schichau GmbH (Schichau-Werft) w Gdańsku.